# سيفتي جيرفي
سيفتي جيرفي هي بحيرة متوسطة الحجم تقع في منطقة مستجمعات المياه الرئيسية ناتمو جوكي. وهي تقع في منطقة إقليم لابي (فنلندا) في فنلندا. وعلى الشاطئ الغربي تقع هناك قرية سيفتي جيرفي.

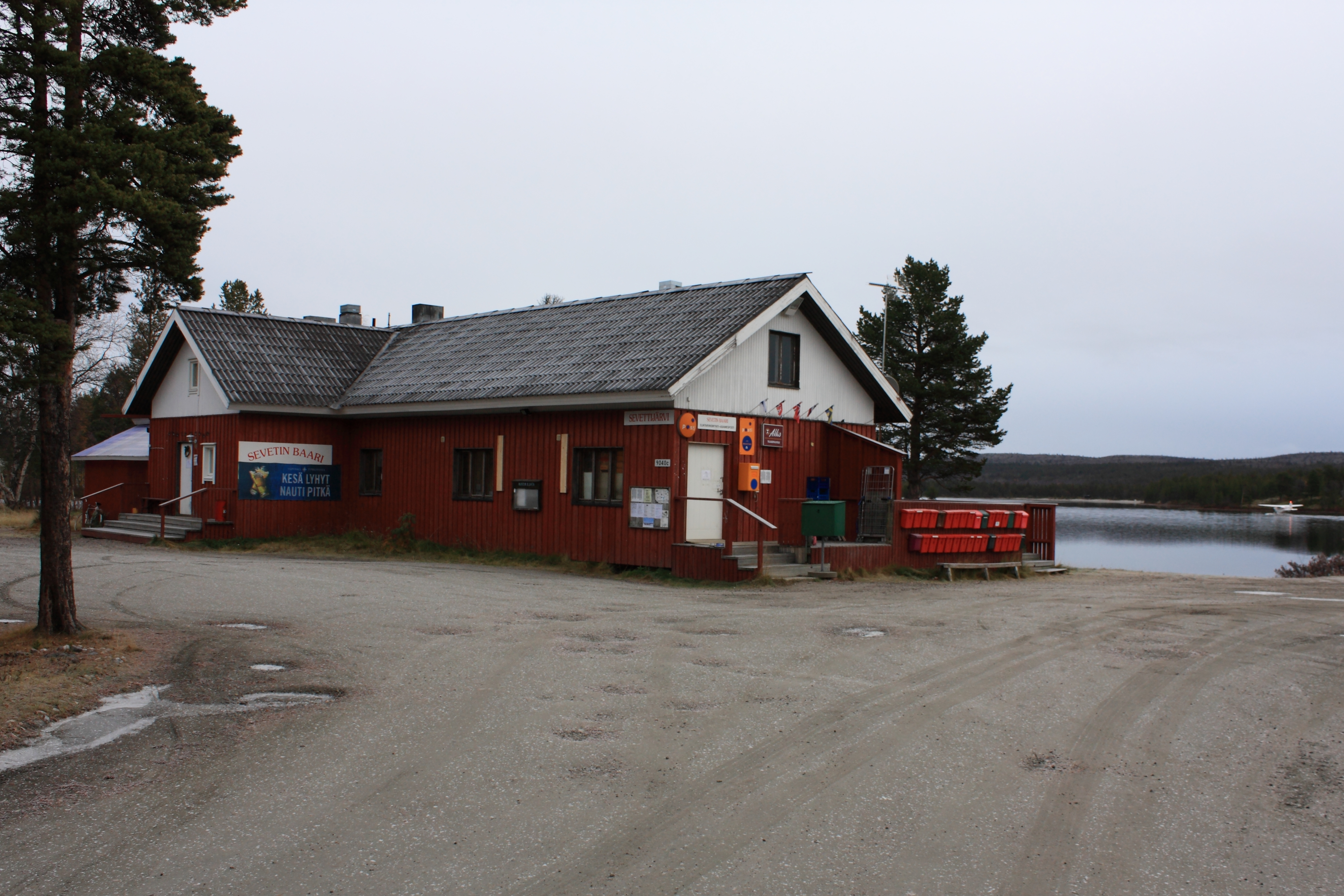
سيفتي جيرفي